# یعقوب صحاف
یعقوب صحاف (متولد ۱۳۲۵ در مشهد) آهنگساز، مدرس موسیقی کلاسیک و نوازندهٔ پیانو است.

## زندگی
صحاف در ۲ سالگی بر اثر حادثه ای بینایی هر دو چشمش را از دست داد. به دلیل علاقه به موسیقی در سال ۱۳۳۶ برای فراگیری موسیقی و خط بریل به تهران عزیمت کرد. وی به مدت چهار سال در مؤسسه شبانه‌روزی رودکی در دو رشته موسیقی ایران و موسیقی کلاسیک جهانی به تحصیل و یادگیری موسیقی پرداخت. استادان وی در این مقطع حسینعلی وزیری‌تبار، منوچهر رشیدی و جواد معروفی بوده‌اند. وی پس از بازگشت به مشهد، از طریق مکاتبه با بعضی از موسسات علمی و فرهنگی و برخی از دانشگاه‌های معتبر جهان، استادان و متخصصینی نظیر مک فرسون را شناخت، وی با کمک این مکاتبات و ارتباطات تحقیقاتی در خصوص موسیقی محلی خراسان نمود. یعقوب صحاف در رشته روانشناسی از دانشگاه فردوسی مشهد فارغ‌التحصیل شده‌است.

## فعالیتها
- عضویت در شورای شعر و موسیقی صدا و سیمای استان خراسان
- عضویت هیئت مدیره انجمن موسیقی استان خراسان
- سر داور چندین جشنواره سروده‌های استانی و کشوری
- برنده جایزه برتر آهنگسازی جشنواره فجر در سال ۱۳۶۴
- برنده جایزه برتر آهنگسازی نخستین جشنواره سرودها و آهنگ‌های انقلابی در سال۱۳۶۴
- برنده جایزه برتر دهمین جشنواره تولیدات رادیویی و تلویزیونی مراکز استان‌های صدا و سیما در سال۱۳۸۱
- تألیف کتاب دید خوانی و دید سرایی، سال ۱۳۸۲ (بیش از یازده تجدید چاپ)